# Brescia Calcio 1994-1995
Questa voce raccoglie le informazioni riguardanti il Brescia Calcio nelle competizioni ufficiali della stagione 1994-1995.

## Stagione
Il Brescia fa ritorno in Serie A dopo un solo anno tra i cadetti. È il primo torneo della massima serie italiana in cui vengono assegnati tre punti per la vittoria, anziché due. Il campionato del Brescia comincia con due pareggi con Juventus ed Inter rispettivamente alla prima e alla terza giornata. Dalla quarta giornata, la squadra inanella una serie di sei sconfitte consecutive che la proiettano all'ultimo posto in classifica, che non verrà più abbandonato fino al termine della stagione. La prima vittoria arrivò soltanto alla 15ª giornata, nella quale il Brescia batté la Reggiana per 1-0. Dopo la 20ª giornata, Lucescu viene sollevato dall'incarico, venendo sostituito da Gigi Maifredi. A sua volta, dopo la 26ª giornata, Maifredi viene esonerato e sostituito da Adelio Moro, che allenerà la squadra fino al termine della stagione. Perdendo consecutivamente gli ultimi quindici incontri di campionato e mettendo assieme appena 12 punti in tutta la stagione, il Brescia retrocede in Serie B lasciandosi alle spalle la peggior stagione della sua storia. Unica nota positiva della stagione fu l'esordio in Serie A di Andrea Pirlo, futuro campione del mondo, il quale giocò la sua prima partita il 21 maggio 1995 alla 32ª giornata (Reggiana-Brescia 2-0).
In Coppa Italia, il Brescia viene eliminato alla prima uscita (secondo turno) dalla Reggiana.

## Divise e sponsor
Lo sponsor tecnico per la stagione 1994-1995 è Uhlsport, mentre lo sponsor ufficiale è CAB.
| Casa | Trasferta |

## Organigramma societario
Area direttiva
- Presidente: Luigi Corioni
- Amministratore delegato: Alessandro Quaggiotto
- Direttore generale: Tonino Busceti

Area organizzativa
- Segretario: Alberto Bonometti
- Addetto stampa: Giorgio Piccioni

Area tecnica
- Direttore sportivo: Pietro Tomei
- Direttore tecnico: Mircea Lucescu (fino al 21 febbraio)
- Allenatore: Adelio Moro, poi dal 21 febbraio Luigi Maifredi, infine dal 13 aprile nuovamente Adelio Moro
- Allenatore dei portieri: Antonio Vettore
- Allenatore giovanili: Adriano Cadregari
- Preparatore atletico: Adriano Bacconi

Area sanitaria
- Medico sociale: Fabio De Nard
- Massaggiatori: Fausto Balduzzi e Adriano Bonardi

## Rosa

Andrea Pirlo, bresciano e cresciuto nelle Rondinelle, esordì in prima squadra in questa stagione, a soli 16 anni

| N. |                   | Ruolo | Calciatore           |
| -- | ----------------- | ----- | -------------------- |
|    | Italia (bandiera) | P     | Marco Ballotta       |
|    | Italia (bandiera) | P     | Ivan Gamberini       |
|    | Italia (bandiera) | D     | Daniele Adani        |
|    | Italia (bandiera) | D     | Giuseppe Baronchelli |
|    | Italia (bandiera) | D     | Sergio Battistini    |
|    | Italia (bandiera) | D     | Stefano Bonometti    |
|    | Italia (bandiera) | D     | Luca Brunetti        |
|    | Italia (bandiera) | D     | Luigi Corino         |
|    | Italia (bandiera) | D     | Giovanni Francini    |
|    | Italia (bandiera) | D     | Nicola Marangon      |
|    | Italia (bandiera) | D     | Davide Mezzanotti    |
|    | Italia (bandiera) | C     | Gabriele Ambrosetti  |
|    | Italia (bandiera) | C     | Roberto Baronio      |
|    | Italia (bandiera) | C     | Ivano Bonetti (II)   |
|    | Italia (bandiera) | C     | Eugenio Corini       |

| N. |                       | Ruolo | Calciatore        |
| -- | --------------------- | ----- | ----------------- |
|    | Italia (bandiera)     | C     | Augusto Di Muri   |
|    | Italia (bandiera)     | C     | Fabio Gallo       |
|    | Italia (bandiera)     | C     | Salvatore Giunta  |
|    | Romania (bandiera)    | C     | Dănuț Lupu        |
|    | Italia (bandiera)     | C     | Marco Piovanelli  |
|    | Italia (bandiera)     | C     | Andrea Pirlo      |
|    | Romania (bandiera)    | C     | Ioan Sabău        |
|    | Italia (bandiera)     | C     | Marco Schenardi   |
|    | Italia (bandiera)     | A     | Antonio Bernardi  |
|    | Italia (bandiera)     | A     | Stefano Borgonovo |
|    | Portogallo (bandiera) | A     | Jorge Cadete      |
|    | Italia (bandiera)     | A     | Franco Lerda      |
|    | Italia (bandiera)     | A     | Marco Nappi       |
|    | Italia (bandiera)     | A     | Maurizio Neri     |
|    | Italia (bandiera)     | A     | Davide Ratti      |

## Risultati

### Serie A

#### Girone di andata
| Arbitro: | Braschi (Prato) |

|               |           |           |
| Schenardi 80’ | Marcatori | 55’ Conte |

| Arbitro: | Treossi (Forlì) |

|                                                      |           |                |
| De Vincenzo 23’ Biagioni 27’ (rig.) P. Bresciani 39’ | Marcatori | 71’ Ambrosetti |

| Brescia 18 settembre 1994 3ª giornata | Brescia         | 0 – 0 referto | Inter | Stadio Mario Rigamonti (14 321 spett.)\| Arbitro: \| Nicchi (Arezzo) \| |
| Arbitro:                              | Nicchi (Arezzo) |               |       |                                                                         |

| Arbitro: | Quartuccio (Torre Annunziata) |

|                             |           |  |
| Firicano 5’ Dely Valdés 40’ | Marcatori |  |

| Arbitro: | Bazzoli (Merano) |

|            |           |  |
| Simone 50’ | Marcatori |  |

| Arbitro: | Pairetto (Nichelino) |

|           |           |                             |
| Gallo 79’ | Marcatori | 7’ Skuhravý 90’ Delli Carri |

| Arbitro: | Rodomonti (Teramo) |

|               |           |  |
| Pelé 58’, 75’ | Marcatori |  |

| Arbitro: | Cesari (Genova) |

|                          |           |                                                     |
| Gallo 70’ Ambrosetti 77’ | Marcatori | 31’ Batistuta 41’ Di Mauro 62’ Flachi 76’ Rui Costa |

| Arbitro: | Franceschini (Bari) |

|                       |           |  |
| Kreek 70’ Coppola 84’ | Marcatori |  |

| Brescia 20 novembre 1994 10ª giornata | Brescia         | 0 – 0 referto | Roma | Stadio Mario Rigamonti (12 683 spett.)\| Arbitro: \| Bettin (Padova) \| |
| Arbitro:                              | Bettin (Padova) |               |      |                                                                         |

| Arbitro: | Collina (Viareggio) |

|          |           |                                      |
| Neri 72’ | Marcatori | 47’ Tovalieri 57’ (aut.) Baronchelli |

| Arbitro: | Borriello (Mantova) |

|                                        |           |  |
| Crippa 45’ Zola 59’, 65’ D. Baggio 85’ | Marcatori |  |

| Brescia 11 dicembre 1994 13ª giornata | Brescia       | 0 – 0 referto | Sampdoria | Stadio Mario Rigamonti (9 243 spett.)\| Arbitro: \| Rosica (Roma) \| |
| Arbitro:                              | Rosica (Roma) |               |           |                                                                      |

| Arbitro: | Tombolini (Ancona) |

|          |           |            |
| Cruz 78’ | Marcatori | 22’ Corini |

| Arbitro: | Nicchi (Arezzo) |

|          |           |  |
| Lupu 29’ | Marcatori |  |

| Cremona 15 gennaio 1995 16ª giornata | Cremonese        | 0 – 0 referto | Brescia | Stadio Giovanni Zini (10 137 spett.)\| Arbitro: \| Cardona (Milano) \| |
| Arbitro:                             | Cardona (Milano) |               |         |                                                                        |

| Arbitro: | Boggi (Salerno) |

|  |           |            |
|  | Marcatori | 27’ Bokšić |

#### Girone di ritorno
| Arbitro: | Racalbuto (Gallarate) |

|                                 |           |                   |
| Del Piero 34’ Vialli 89’ (rig.) | Marcatori | 10’ (rig.) Corini |

| Arbitro: | Stafoggia (Pesaro) |

|                   |           |  |
| S. Battistini 90’ | Marcatori |  |

| Arbitro: | Amendolia (Messina) |

|             |           |  |
| N. Berti 3’ | Marcatori |  |

| Arbitro: | Quartuccio (Torre Annunziata) |

|                              |           |                                    |
| Cadete 12’ S. Battistini 62’ | Marcatori | 55’ Oliveira 83’ Muzzi 85’ Herrera |

| Arbitro: | Pellegrino (Barcellona Pozzo di Gotto) |

|  |           |                                              |
|  | Marcatori | 45’, 56’, 69’ Simone 73’ Maldini 84’ Stroppa |

| Arbitro: | Nicchi (Arezzo) |

|              |           |  |
| Skuhravý 90’ | Marcatori |  |

| Arbitro: | Cardona (Milano) |

|          |           |                                                |
| Neri 41’ | Marcatori | 7’ Pelé 18’ Rizzitelli 25’, 49’ (rig.) Silenzi |

| Arbitro: | Lana (Torino) |

|                                                    |           |  |
| Di Mauro 4’ Batistuta 11’ Rui Costa 58’ Flachi 88’ | Marcatori |  |

| Arbitro: | Pairetto (Nichelino) |

|                 |           |                                    |
| Lalas 5’ (aut.) | Marcatori | 3’ Galderisi 64’ Maniero 84’ Kreek |

| Arbitro: | Farina (Novi Ligure) |

|                                        |           |  |
| Totti 5’ Cappioli 18’ Balbo 79’ (rig.) | Marcatori |  |

| Arbitro: | De Prisco (Nocera Inferiore) |

|                                        |           |  |
| L. Amoruso 39’ Protti 51’ Guerrero 71’ | Marcatori |  |

| Arbitro: | Beschin (Legnago) |

|          |           |                     |
| Neri 21’ | Marcatori | 7’, 77’ (rig.) Zola |

| Arbitro: | De Santis (Tivoli) |

|                       |           |                |
| Platt 86’ (rig.), 90’ | Marcatori | 2’ Baronchelli |

| Arbitro: | Tombolini (Ancona) |

|           |           |                           |
| Gallo 82’ | Marcatori | 38’ Imbriani 49’ Agostini |

| Arbitro: | Pacifici (Roma) |

|                            |           |  |
| M. Esposito 34’ Oliseh 83’ | Marcatori |  |

| Arbitro: | Trentalange (Torino) |

|          |           |                                  |
| Neri 12’ | Marcatori | 29’ A. Tentoni 53’ (rig.) Chiesa |

| Arbitro: | Dinelli (Lucca) |

|             |           |  |
| Colucci 90’ | Marcatori |  |

### Coppa Italia

#### Secondo turno
| Arbitro: | Cesari (Genova) |

|                 |           |  |
| Neri 31’ (aut.) | Marcatori |  |

| Arbitro: | Trentalange (Torino) |

|                   |           |                 |
| S. Battistini 45’ | Marcatori | 73’ M. Esposito |

## Statistiche

### Statistiche di squadra
| Competizione | Punti | In casa | In casa | In casa | In casa | In casa | In casa | In trasferta | In trasferta | In trasferta | In trasferta | In trasferta | In trasferta | Totale | Totale | Totale | Totale | Totale | Totale | DR  |
| Competizione | Punti | G       | V       | N       | P       | Gf      | Gs      | G            | V            | N            | P            | Gf           | Gs           | G      | V      | N      | P      | Gf     | Gs     | DR  |
| ------------ | ----- | ------- | ------- | ------- | ------- | ------- | ------- | ------------ | ------------ | ------------ | ------------ | ------------ | ------------ | ------ | ------ | ------ | ------ | ------ | ------ | --- |
| Serie A      | 12    | 17      | 2       | 4       | 11      | 14      | 31      | 17           | 0            | 2            | 15           | 4            | 34           | 34     | 2      | 6      | 26     | 18     | 65     | -47 |
| Coppa Italia |       | 1       | 0       | 0       | 1       | 0       | 2       | 1            | 0            | 0            | 1            | 0            | 1            | 2      | 0      | 0      | 2      | 0      | 3      | -3  |
| Totale       |       | 18      | 2       | 4       | 11      | 14      | 33      | 18           | 0            | 2            | 16           | 4            | 35           | 36     | 2      | 6      | 28     | 18     | 68     | -50 |

### Statistiche dei giocatori[14]
| Giocatore       | Serie A  | Serie A | Serie A     | Serie A    | Coppa Italia | Coppa Italia | Coppa Italia | Coppa Italia | Totale   | Totale | Totale      | Totale     |
| Giocatore       | Presenze | Reti    | Ammonizioni | Espulsioni | Presenze     | Reti         | Ammonizioni  | Espulsioni   | Presenze | Reti   | Ammonizioni | Espulsioni |
| --------------- | -------- | ------- | ----------- | ---------- | ------------ | ------------ | ------------ | ------------ | -------- | ------ | ----------- | ---------- |
| D. Adani        | 20       | 0       | ?           | ?          | -            | -            | -            | -            | 20       | 0      | 0+          | 0+         |
| G. Ambrosetti   | 9        | 2       | ?           | ?          | 2            | 0            | ?            | ?            | 11       | 2      | ?           | ?          |
| M. Ballotta     | 32       | -60     | ?           | ?          | 2            | -2           | ?            | ?            | 34       | -62    | ?           | ?          |
| G. Baronchelli  | 27       | 1       | ?           | ?          | 1            | 0            | ?            | ?            | 28       | 1      | ?           | ?          |
| S. Battistini   | 19       | 2       | ?           | ?          | 2            | 0            | ?            | ?            | 21       | 2      | ?           | ?          |
| A. Bernardi     | 4        | 0       | ?           | ?          | -            | -            | -            | -            | 4        | 0      | 0+          | 0+         |
| I. Bonetti (II) | 16       | 0       | ?           | ?          | -            | -            | -            | -            | 16       | 0      | 0+          | 0+         |
| S. Bonometti    | 19       | 0       | ?           | ?          | 1            | 0            | ?            | ?            | 20       | 0      | ?           | ?          |
| S. Borgonovo    | 14       | 0       | ?           | ?          | 1            | 0            | ?            | ?            | 15       | 0      | ?           | ?          |
| L. Brunetti     | 6        | 0       | ?           | ?          | 1            | 0            | ?            | ?            | 7        | 0      | ?           | ?          |
| J. Cadete       | 13       | 1       | ?           | ?          | -            | -            | -            | -            | 13       | 1      | 0+          | 0+         |
| E. Corini       | 24       | 2       | ?           | ?          | -            | -            | -            | -            | 24       | 2      | 0+          | 0+         |
| L. Corino       | 1        | 0       | ?           | ?          | 1            | 0            | ?            | ?            | 2        | 0      | ?           | ?          |
| A. Di Muri      | 9        | 0       | ?           | ?          | 1            | 0            | ?            | ?            | 10       | 0      | ?           | ?          |
| G. Francini     | 17       | 0       | ?           | ?          | -            | -            | -            | -            | 17       | 0      | 0+          | 0+         |
| F. Gallo        | 31       | 3       | ?           | ?          | 2            | 0            | ?            | ?            | 33       | 3      | ?           | ?          |
| I. Gamberini    | 2        | -5      | ?           | ?          | 1            | 0            | ?            | ?            | 3        | -5     | ?           | ?          |
| S. Giunta       | 24       | 0       | ?           | ?          | 1            | 0            | ?            | ?            | 25       | 0      | ?           | ?          |
| F. Lerda        | 2        | 0       | ?           | ?          | -            | -            | -            | -            | 2        | 0      | 0+          | 0+         |
| D. Lupu         | 15       | 1       | ?           | ?          | 2            | 0            | ?            | ?            | 17       | 1      | ?           | ?          |
| N. Marangon     | 17       | 0       | ?           | ?          | 1            | 0            | ?            | ?            | 18       | 0      | ?           | ?          |
| D. Mezzanotti   | 15       | 0       | ?           | ?          | 1            | 0            | ?            | ?            | 16       | 0      | ?           | ?          |
| M. Nappi        | 11       | 0       | ?           | ?          | -            | -            | -            | -            | 11       | 0      | 0+          | 0+         |
| M. Neri         | 31       | 4       | ?           | ?          | 2            | 0            | ?            | ?            | 33       | 4      | ?           | ?          |
| M. Piovanelli   | 19       | 0       | ?           | ?          | 2            | 0            | ?            | ?            | 21       | 0      | ?           | ?          |
| A. Pirlo        | 1        | 0       | ?           | ?          | -            | -            | -            | -            | 1        | 0      | 0+          | 0+         |
| D. Ratti        | -        | -       | -           | -          | 2            | 0            | ?            | ?            | 2        | 0      | 0+          | 0+         |
| I. Sabău        | 12       | 0       | ?           | ?          | -            | -            | -            | -            | 12       | 0      | 0+          | 0+         |
| M. Schenardi    | 26       | 1       | ?           | ?          | 1            | 0            | ?            | ?            | 27       | 1      | ?           | ?          |